# Родна равноправност у оквиру сектора безбедности
Родна равноправност представља подобласт реформе сектора безбедности (РСБ), у пракси, али и у теорији у оквиру студија међународних односа и безбедности. Реформа сектора безбедности представља свеобухватни процес у овкиру кога део или читав сектор безбедности у некој држави бива подвргнут процесу трансформације у циљу већег усклађивања са принципима попут демократске цивилне контроле, доброг управљања и владавине права. Општи циљеви РСБ-а, било да их дефинише држава у којој се реформа спроводи или међународни донатори који подржавају процес, обухватају побољшање пружања услуга, оснаживање локалног власништва над процесом као и обезбеђивање одрживости институција сектора безбедности. Како родно оријентисани приступи узимају у обзир специфичне потребе мушкараца и жена промовишући равноправно учешће жена и мушкараца у процесима одлучивања, државе и међународне организације све више их виде као неопходне компоненте РСБ-а.

## Историјат
Потреба да се родна димензија интегрише у процес РСБ-а препозната је на међународном нивоу 2008. године од стране тадашњег генералног секретара Уједињених нација Кофија Анана, који је у свом извештају о РСБ изјавио:„...интеграција родне преспективе у реформи сектора безбедности својствена је инклузивном и социјално одговорном приступу безбедности. Родно осетљива реформа сектора безбедности „кључна је за развој недискриминаторних, и за становништво репрезентативних институција  у сектору безбедности, способних да ефикасно одговоре на специфичне безбедносне потребе различитих група.” Од објављивања овог извештаја број програма РСБ који укључују родну димензију драстично се повећао, као и количина доступне академске литературе и број стручњака који раде у тој области. Родна компонента често је укључена у процесе РСБ као део примене Резолуција Савета безбедности УН 1325 (2000) о женама, миру и безбедности, која обавезује државе чланице УН да укључе жене у безбедносне институције на свим нивоима, затим у постконфликтну обнову друштва и државе, као и да током одлучивања и доношења стратешких докумената и закона уврсте специфичне безбедносне потребе жена и девојака. На пример, Национални план Либерије о примени Резолуције 1325 предвиђа јачање капацитета службе за спровођење РСБ у Министарству за род и развој. Након више од десет година од усвајања Резолуције 1325, Савет безбедности је скренуо пажњу државама чланицама да се у оквиру спровођења локалних реформи сектора безбедности више баве и сексуалним насиљем у оружаним сукобима и постконфликтним ситуацијама и то кроз обуку, безбедносну проверу и изградњу капацитета националних служби безбедности. Исто тако, амерички представник при Уједињеним нацијама приметио је да је„интеграција родне перспективе учинила институције инклузивнијим и побољшала укупну ефикасност реформе сектора безбедности.”

## Образложење

### Делотворно пружање услуга
Једно од кључних начела РСБ је да сектор безбедности треба да буде уређен тако да служи грађанима, односно да задовољи потребе становништва за безбедношћу и правдом. Род особе (заједно са другим карактеристикама попут старости, класе, етничке припадности/клана/племена/касте и сексуалне оријентације) игра важну улогу у осећају личне сигурности и личном доживљају безбедносних ризика и претњи. Широм света, жене, мушкарци, девојке и дечаци имају различито искуство у вези са сексуалним насиљем, трговином људима, насиљу банди, пљачакама, смрти у браку, отмицама и тзв. „убиставима из части.” Другим речима, безбедносни ризици и претње на различит начин утичу на жене и мушкарце, девојке и дечаке. Примера ради, мушкарци су жртве преко 90% смртних случајева у вези са ватреним оружјем, док су жене у већини земаља жртве породничног и партнерског насиља. Широм света жене, мушкарци, девојке и дечаци имају различит приступ ресурсима као што су земља, новац, образовање, здравство и политичка моћ што их у зависности од количине ресурса и моћи којом располажу чини мање или више угроженим. Према статистици УН, жене поседују мање од 15% земљишта широм света, а само 2% земљишта у земљама у развоју.
Управо сагледавање ових разлика може бити корисно за ефикасно пружање услуга сектора безбедности различитим друштвеним групама. У ситуацији породичног и партнерског насиља, разговор са женом полицајцем, у специјализованој полицијској станици, би можда помогао и охрабрио жене жртве родно заснованог насиља да пријаве насиље. У случајевима када су мушкарци жртве родно заснованог насиља, од значаја је  постојање  особља у сектору безбедности упознатог са проблематиком сексуалног насиља над мушкарцима и обученог за поступање у таквим случајевима. У оба случаја, ефикасан одговор обично укључује и кампање подизања свести јавности, уз истицање проблема али и услуга доступним жртвама. Ефикасан одговор ће вероватно укључивати и формирање партнерстава између државних органа у сектора безбедности (полиција, правосудне институције, затвори), затим здравствених установа и организација цивилног друштва. Шире посматрано, сарадња између институција сектора безбедности и удружења грађана специјализованих за родну равноправност, насиље над женама може повећати ефикасност сектора безбедности. Удружења грађана могу да пруже обуку припадницима сектора безбедности, подрже развој јавне политике и да их континуирано обавештавају о проблемима од интереса за циљну групу и-или заједница. Даља родна перспектива ефективних пружања услуга заснована је на вештинама самог особља сектора безбедности. Остали друштвени фактори обично резултирају тиме да мушкарци и жене поседују различите вештине. Сходно томе, уколико институцијама сектора безбедности недостаје било мушког било женског особља на било ком нивоу, њихово особље ће имати мањи скуп вештина, ограничавајући њихове оперативне могућности. На пример, студије у САД-у показују да су америчке полицајке вештије у послу без употребе прекомерне силе, него њихове колеге, премда је вероватно да ће применити силу као и мушкарци онда када је то неизбежно. Као последица тога, мушки полицајци коштају америчке пореске обвезнике 2,5 и 5,5 пута више због правних такси које се односе на новчане исплате по основу тужби за употребу прекомерне силе. Упркос доказаној способности жена да повећају ниво вештина полицијских снага, полиција Естоније најближа је постизању родне равноправности, будући да жене чине 33,5% полицијских снага. Због доминантних културних образаца и предрасуда о мушким и женским улогама у друштву, одређене безбедносне послове и операције обавља особље одређеног пола. На пример, у многим културама је неприкладно да мушкарац полицајац претреса жену. Исто тако, у прикупљању обавештајних података, цивили могу бити спремни да разговарају само са особљем сектора безбедности одређеног пола.

### Локално власништво
Локално власништво препознато је као кључни фактор у осигурању да се РСБ примењује правилно и буде одржива. Локално власништво подразумева да „реформу безбедносних политика, институција и активности у датој земљи треба да дизајнирају, управљају и спроводе локални актери, а не спољни актери” и знатно се разликује од локалне подршке донаторским програмима и пројектима. С обзиром на то да се потребе за сигурношћу и правдом разликују према роду, важно је осигурати да се особе различитих идентитета укључе у процес РСБ-а. У пракси се то може постићи укључивањем женских група, омладинских група, ЛГБТИQ и других група које се баве родном равноправношћу и сектором безбедности. Такве групе могу послужити као веза између појединих друштвених група, локалних заједница, сектора безбедности и доносиоца одлука. Ове групе могу да упознају доносиоце одлука са безбедносним потребама различитих друштвених група, али и да раде на подизању свести грађана о РСБ у локалним заједницама.

### Надзор и одговорност
Побољшање надзора и одговорности сектора безбедности може осигурати одрживост РСБ-а кроз изградњу поверења грађана у безбедносне институције, као и одвраћањем особља сектора безбедности од злоупотребе њихове моћи. Да би били ефикасни у надзору и контроли, од суштинске је важности да надзорна тела и механизми, попут омбудсмана, скупштинских одбора за родну равноправност и људска права, националних институција за људска права, правосуђа, локалних савета за безбедност и других, разумеју и у свој рад примене родну перспективу. То подразумева посвећивање посебне пажње различитим врстама кршења људских права које су починили припадници сектора безбедности над особама различитог пола, као и праћење квалитета услуга који се пружају особама различитих родних идентитета. Корисно је да се у рад надзорних тела укључе и стручњаци и стручњакиње за родну равнпоравост, женске групе и друге организације цивилног друштва.

### Међународни оквир
Процес укључивања родне перспективе у реформу сектора безбедности (тзв. гендер маинстраминг) заснива се на добро разрађеном међународном и правном оквиру. 
- Конвенција о елиминисању свих облика дискриминације жена (CEDАW 1979)[3] -државе потписнице Конвенције дужне су да елеминишу дискриминацију жена усвајањем различитих мера, попут ревизије националног законодавства ради уклањања дискриминаторних одредби закона, криминализације сличајева дискриминације жена, успостављања националних институција за заштиту од дискриминације, као и спровођења јавних кампања за подизање свети јавности о родним стереотипима и предрасудама, препознавању и заштити од дискриминације.

- Пекиншка декларација[4] и Платформа за акцију (1995)[5] резултат су Четврте светске конференције о женама и за циљ су имале промовисање достигнућа жена и њихово оснаживање. Подручја која се односе на РСБ обухватају позиве владама да осигурају женама приступ бесплатним или јефтинијим правним услугама, да теже родној равноправности у међународним, правосудним и владина тима, као и да развијају свеобухватне образовне програме у области људских права за државне званичнике и  јавне службенике (посебно у оквиру полиције, војске, затворског система, владе, правосуђа).

- Резолуција Савета безбедности Уједињених нација 1325 Жене, мир и безбедност (2000)[6] препознала је несразмеран утицај оружаног сукоба на жене цивиле и децу било да су они директна мета оружаног напада (нпр. силовање као техника ратовања) или индиректно погођени (нпр. присилно расељавање). Такође, резолуција је препознала допринос жена у превенцији, решавању сукоба и постконфликтној обнови друштва, те позвала државе да укључе жене у процесе који се односе на мир и безбедност. Резолуција предвиђа и обавезу увођења родне перспективе у све мировне мисије УН-а, које често пружају подршку процесима РСБ-а.

- Резолуција Савета безбедности Уједињених нација 1820 (2008)[7] бави се сексуалним насиљем над женама и девојкама током сукоба изричито захтевајући да државе осигурају учешће жена „у свим процесима разоружања, демобилизације и реинтеграције, као и у процесима реформе сектора безбедности уз помоћ Уједињених нација”.

- Резолуције Савета безбедности Уједињених нација 1888[8] и 1889 (2009)[9] надовезују се на Резолуцију 1820 и захтевају да се сексуално насиље укључи у процесе изградње мира и позивају на веће ангажовање стручњака и Специјалног представника генералног секретара УН за сексуално насиље у сукобима. Ова резолуције такође позивају државе да осигурају већу улогу жена и медијаторки у мировним преговорима, и дају овлашћење УН да прикупља родно разврстане податке о свим активностима везаним за мир и безбедност.

- Резолуција Савета безбедности Уједињених нација 1960[10] (2010) - подстиче укључивање жена у вршење полицијских, цивилних и војних задатака током мировних мисија.

- Резолуција Савета безбедности Уједињених нација 2106 [11](2013) - захтева од релевантних УН тела да помогну националним властима у суочавању са сексуалним насиљем уз ефикасно учешће жена у процесима реформе сектора безбедности и правосуђа, посебно кроз обуку, повећање регрутовања жена и спровођење процеса безбедносне провере који учиниоце сексуалног насиља искључује из рада у институцијама служби безбедности.

## Методе и стратегије

### Укључивање родне перспективе (енг. gender mainstreaming)
Укључивање родне перспективе је „поступак којим се процењују последице примене закона, стратегија, јавних политика и мера на животе жена и мушкарца. То је стратегија за укључивање различитих безбедносних потраба и искустава  жена мушкараца упроцес осмишљавања, примене, праћења и евалуације јавних политика и програма у свим политичким, економским и друштвеним сферама, тако да у коначници жене и мушкарци имају једнаку корист, а неједнакост се не обнавља. Крајњи циљ је постизање родне равноправности. У контексту РСБ, увођење родне равноправности укључује разматрање утицаја свих аспеката програма у свим фазама програмског циклуса у светлу различитих безбедносних потреба жена, мушкараца, дечака и девојчица. Да би се то постигло, неопходно је да сви прикупљени подаци треба да буду родно разврстани. Гендер маинстреаминг може резултирати родним иницијативама, попут родне обуке за особље сектора безбедности и родном анализом буџета како би се осигурало да се ресурси равномерно распоређују. Такође може резултирати иницијативама намењеним мушкарцима, женама, дечацима или девојчицама – попут програма менторства ради олакшавање професионалног развоја жена полицајаца, обезбеђивање приступа правди за мушкарце цивилне жртве сексуалног насиља у конфликту, мере за спречавање поробљавања дечака и обезбеђивање укључивања бивших девојчица и дечака војника у програме разоружања, демобилизације и реинтеграције (ДДР).

### Промовисање једнаке партиципације мушкараца и жена
Промовисање равноправног учешћа мушкараца и жена у процесима РСБ и институцијама сектора безбедности представља метод за оснаживање локалног власништва над процесом реформе сектора безбедности, као и за повећање заступљености и ефикасности рада безбедносних институција. Ово може да подразумева и једнаку партиципацију жена и мушкарцау надзору и процени потреба РСБ-а, као и укључивању жена из цивилног друштвау процесу доношењу одлука. С обзиром на то да су мушкарци презаступљени у институцијама сектора безбедности, родни баланс се остварује већим запошљавањем жена, односно подршком у напредовању у каријери и задржавањем у систему. Да би се ово остварило, потребно је усвојити политике и мере које омогућавају особљу  сектора безбедности да се ефикасно посвети послу, али и приватном животу (нпр. флексибилно радно време за родитеље). Неке земље су покушале да промовишу равноправно учешће увођењем родних квота. У либеријској националној полицији, на пример, уведена је квота од најмање 20% жена међу новим регрутима  што је довело до брзог увећања жена у полицији.

### Контексти реформе сектора безбедности и родна перспектива[2]
Иако родна равноправност и РСБ процеси деле многе свеобухватне циљеве, врсте активности које се спроводе на терену значајно ће се разликовати у зависности од контекста у земљи у којој се одвијају.

### Постконфликтне земље
Фокус многих напора везаних за родну равноправост и РСБ у постконфликтним окружењима је на сузбијању сексуалног и родно заснованог насиља, посебно над женама и децом, који имају тенденцију да опстану због велике количине расположивог оружја, трауме и недостатка економских прилика за бивше борце и младе (посебно мушкарце) који се осећају маргинализовано. Иако мушкарци, жене, девојке и дечаци имају важну улогу у поновном успостављању друштва након конфликта, различите потребе становништва често се превиде. Главни разлога је тај што се  често догађа да непосредно након конфликта безбедносним институцијама и даље руководе милитаризоване структуре, којима доминирају мушкарци, а које и даље имају највећу моћ и политичку контролу над државом. Изазови у овим контекстима често укључују интегрисање родних питања у процесе смањење ризика од катастрофа (Дисастер Риск Манагемент, ДДР), регрутовање већег броја жена у новоуспостављене институције сектора безбедности, обезбеђивање приступа механизмима транзиционе правде за жртве сексуалног и родно заснованог насиља током сукоба и осигурање да ново-реформисане правосудне институције узимају у обзир потребе оних који су најугроженији због повишеног нивоа постконфликтног сексуалног и родно заснованог насиља. Осим тога, РСБ може бити улазна тачка у постконфликтном контексту за превазилажење родне неједнакости и несигурности засноване на рату.

### Земље у транзицији
Одлика земаља у транзицији је пост-ауторитарни контекст који може бити праћен (а и не мора) променама економског система, нпр. преласка са планске на тржишну економију. РСБ у овом контексту подразумева и самеравање сектора безбедности економским могућностима и стварним безбедносним потребама државе и друштва. Суштина РСБ у пост-ауторитарном контексту јесте успостављање демократске цивилне контроле над сектором безбедности и трансформација безбедносних институција у служби грађана уместо одбране политичког режима. Као такви, развијање и примена нових радних пракси којима је примарни циљ одговор на различите безбедносне потребе становништва може представљати изазов за особље које је навикло на одржавање реда насилним путем. У бившим транзиционим земљама Источног блока, цивилно друштво може бити слабо, али у другим контекстима, попут оних у земљама погођеним Арапским пролећем, цивилно друштво се организовало у широку коалицију како би довело до политичких промена са водећим улогама женских група. Често постоји могућност за цивилно друштво да преобликује институције сектора безбедности, на пример, интегришући родне перспективе. Ово такође могу бити подстакнуте новим могућностима за регионалну сарадњу које укључују придржавање родно повезаних минималних стандарда.

### Земље у развоју
Теоретичари и практичари се слажу да родно засновано насиље и дискриминација инхибирају развој, јер осим негативних социјалних и личних последица, нарушавају продуктивност погођених на штету целе економије. Родно засновано насиље и дискриминација такође повећавају ризик од избијања насилног сукоба, јер се може користити и као техника ратовања за понижавање непријатеља и дестабилизацију заједница, могу спречити одређене групе да учествују у постконфликтним активностима изградње мира, као и продубљивање атмосфере некажњивости насиље у друштву. Из поменутих разлога, владе земаља у развоју све више укључују родну перспективу у РСБ уз подршку донатора и других актера међународне заједнице, који условљавају своју финансијску и нематеријалу подршку управо интеграцијом родне перспективе у реформу сектора безбедности. Спровођење политика у дело у овом контексту често је ограничено непостојањем експертизе о родној разноправности унутар државних органа, затим недостатком људских и финансијских ресурса. Међутим, организације цивилног друштва могу надоместити овај недостатак кроз пружање знања и услуга владама и донаторима у спровођењу родних и РСБ иницијатива.

### Развијене земље
Иако се термин РСБ обично користи за означавање процеса у постконфликтним и земљама у транзицији, где често постоји подршка трећих земаља и/или међународних организација, развијене земље такође спроводе реформу сектора безбедности. Родна димензија РСБ у развијеним земљама обухвата напоре да се повећа запошљавање, напредовање у каријери и задржавање жена у сектору безбедности. Надаље, РСБ подразумева унапређење рада безбедносних институција у области сексуалног и родно заснованог насиља код куће или у мировним мисијама,, јачање интерног и спољног надзора и контроле, те изградњу сарадње са групама цивилног друштва које се баве родним питањима. Изазови за интеграцију родне перспективе у таквим контекстима тичу се бољег функционисања безбедносних институција и суочавања са новим безбедносним  преетњама, попут тероризма. „Улазне“ тачке за веће ангажовање жена у безбедносном институцијама често су повезане са испуњавањем законских обавеза, и то применом одредби закона о забрани дискриминације, родној равноправности и људским правима или потребом за појачаним запошљавањем жена из оперативних разлога. На пример, канадске оружане снаге су укинуле системске баријере за учешће жена у свим јединицима и нивоима тек 2001. године након низа неуспешних покушаја да на суду докажу да су тада важеће дискриминаторне политике према женама била оперативна потреба. Друштвени притисак такође је приморао канадске снаге да се баве узроцима дискриминације жена у војсци и распрострањеног сексуалног и родно заснованог насиља, путем оснивања Савета за одбрану разноликости. Слично томе, регионални оквири попут НАТО-а и Савета Европе могу пружити замах и одређени ниво друштвеног притиска за родне и безбедносне мере у земљама у развоју.

## Родна равноправност и сектор безбедности у Србији
Доминантни контексти у Србији у којем се одвија реформа сектора безбедности јесу постконфликтини и (пост)ауторитарни. Након демократских промена 2000. године, у оквиру ширег процеса демократизације и преласка на тржишну економију, започета је и реформа сектора безбедности, која је, између осталог, подразумевала и стварање репрезентативних и инклузивних безбедносних институција. Будући да жене чине 51% становништва Србије према подацима епубличког завода за статистику, сви државни органи и јавне институције које служе грађанима, укључујући и сектор безбедности, заправо би требало да одражавају овај однос између полова. Стварање репрезентативних институција је делимично остварено кроз укључивање жена у традиционална „мушка занимања“-пре свега полицију и војску. Међутим, родна равноправност у сектору безбедности не треба да се своди искључиво на број жена у војсци и полицији. Од важности је такође да безбедносне институције препознају и одговоре безбедносне претње са којима се жене и мушкарци, као и вишеструко дискриминисане и маргинализоване друштвене групе (нпр. Роми, ЛГБТ) суочавају. Укључивање родне равноправности у сектор безбедности подразумева и унутрашње процес, попут увођења мера и политика за заштиту од дискриминације и сексуалног узнемиравања на радном месту, побољшање баланса између професионалног и приватног живота запослених у сектору, уклањање препрека у школовању, стручном усавршавању и напредовању жена и слично.

## Жене у полицији и војсци
За време СФРЈ жене су већином биле ангажоване у саобраћајној полицији, а од средине седамдесетих њихов пријем у службу је обновљен. Током деведесетих биле су заступљене и у пограничној полицији као и у Дежурном оперативном центру СУП-а у Београду. Мали број жена у одељењима полиције био је последица ограничења у погледу образовања жена за полицијску професију. Напредак је остварен оснивањем Високе школе унутрашњих послова коју су могле да похађају и жене, међутим, њихов упис био је ограничен квотама које је усвојило Министарство унутрашњих послова. Од демократских промена 2000. године започета је реформа полиције, као и реформа школства и обуке за будуће генерације полицијских службеника са циљем да се достигне квота од 30% жена у полицији. Масовнији пријем жена у униформисани састав полиције остварен је организовањем специјалзованих курсева чије су учеснице биле жене будући да Средња школа унутрашњих послова није била отворена за пријем жена. Тек ревизијом система полицијског школства и обуке, женама је 2006. прво омогућен приступ трогодишњем и четворогодишњем високошколском образовању на Криминалистичко полицијској академији (КПА), а наредне године и приступ Центру за основну полицијску обуку (ЦОПО) у Сремској Каменици. КПА је задржала дискриминаторну квоту за упис жена на школовање до 2014. када је на препоруку Повереника за заштиту равноправности укинута. Жене су у систему одбране дуги низ година обављале искључиво цивилне послове (админстративне, логистичке, медицинске и помоћне). Женама је тек 1983/84. године омогућено да прођу обуку за резервисте у тадашњој ЈНА, а оне које би завршиле Факултет народне одбране могле су да се запосле у војсци и стекну чин резервног официра. Од 2007. године жене имају право да се школују на Војној академији и постану потпоручнице, а од 2009. године жене редовно похађају и обуку за професионалне војнике. Војна гимназија од 2014. године школује и девојчице за војни позив. Највиши чин који жена у војсци Србије има јесте чин пуковнице. Гледано у процентима, жене чине 2,9% професионалних војника, 0,1% подофицира, 0,2% официра и 16% жена које су цивилна лица према подацима из 2012. године. С обзиром на мали постотак жена у Министарству одбране и Војсци Србије, не изненађује да се војска и даље посматра као претежно мушка професија. Такође, имајући на уму од када војне установе врше упис девојака и жена на школовање и  обуку, не изненађује што  још увек нису достигле до највиших командујућих и руководећих положаја. На препоруку Повереника за заштиту равноправности, 2011. године је уведена употреба родно осетљивог језика у Министарство одбране и Војску Србије, али су чинови ипак остали у мушком роду.

## Национални акциони план за примену Резолуције СБ УН 1325
Влада Републике Србије усвојила је први Национални акциони план 2010. године и тиме је додатно подстакла увођење родне перспективе у сектор безбедности. Национални акциони план усвојен је као резултат подстицаја генералног секретра УН да државе чланице примене Резолуцију 1325 у своје локалне контексте. Постојао је такође и велики притисак „одоздо“, односно домаћих организација цивилног друштва да се покрене усвајање таквог плана. Београдски фонд за политичку изузетност је заједно са Министарством одбране започео рад на смерницама за писање првог НАП-а.

НАП се састоји од седам тематских поглавља која обухватају формирање институционалних механизама за спровођење НАП-а, повећање заступљености жена у сектору безбедности и повећање њиховог утицаја на питања везана за мир и безбедност, повећање учествовања и утицаја жена на одлучивање у области одбране и безбедности, повећање учествовања жена у решавању конфликата и постконфликтних ситуација, као и повећање учествовања жена у мултинационалним операцијама, коришћење инструмената правне заштите жена, образовање и усавршавање припадника сектора безбедности и пружање медијске подршке циљевима НАП-а.
Највећи успех НАП-а у периоду 2010-2015. представља формирање институционалних тела  и механизама за праћење његовог спровођења и уједно побољшање међу-ресорне комуникације. Осим тога, као успех првог Националног акционог плана наводи се медијска промоција војног и полицијског позива, те повећање броја жена у сектору безбедности и мултинационалним операцијама. И поред видљивих помака, НАП није доведо до значајног побољшавање личне безбедности жена  и повећања њиховог учествовање у доношењу одлука о миру и безбедности на локалном нивоу.  Осим тога, спровођење НАП-а је у већини зависило од донаторских средстава и недовољног издвајања из буџета, што посредно говори о томе да родна перспектива у сектору безбедности није у врху владиних приоритета.
Други НАП усвојен 2017. године ставља акценат на унапређење безбедности жена на локалном нивоу, већу улогу жена у локалним представничким институцијама, чиме је барем на папиру, потврђено настојање владе Републике Србије да настави са увођењем родне перспективе у сектор безбедности. За спровођење другог НАП-а задужени су тела и механизми, попут Политичког савета Владе, Оперативног тела Владе, скупштинске комисије за спровођење Националног акционог плана, аналитичких група и истраживачких тимова у безбедносним институцијама, механизма родне равноправности („особе од поверења”, саветник/саветница министра, саветник/саветница за род у мировним мисијама). Према извештају аналитичке групе Министарства одбране и Војске Србије о спровођењу НАП-а у периоду 2017-2020. повећан је број жена у Министарству одбране и Војсци Србије за 0,54% у односу на  2019. годину и сада износи 22,47% од укупног броја запослених. Такође је повећан и број жена на руководећим положајима за 0,14% у односу на исти период. Према извештају аналитичке групе МО и ВС,  није било пријављених случајева родне дискриминације, сексуалног насиља или злостављања на основу пола. Обука припадника Министарства одбране и Војске Србије из области родне равноправности се изводи редовно.